# Batalhão de Aidar
24.º Batalhão de Assalto Separado "Aidar", também conhecido como Batalhão de Aidar ou Batalhão Aidar, é um batalhão de assalto das Forças Terrestres Ucranianas. A unidade participa da guerra no leste da Ucrânia e tem cerca de 400 membros. Recebeu o nome do rio Aidar, da região de Lugansk, onde o batalhão foi inicialmente criado. Em outubro de 2018, o batalhão perdeu 130 soldados mortos em ação. A unidade ficou conhecida por conexões politicas com a extrema-direita.

## História

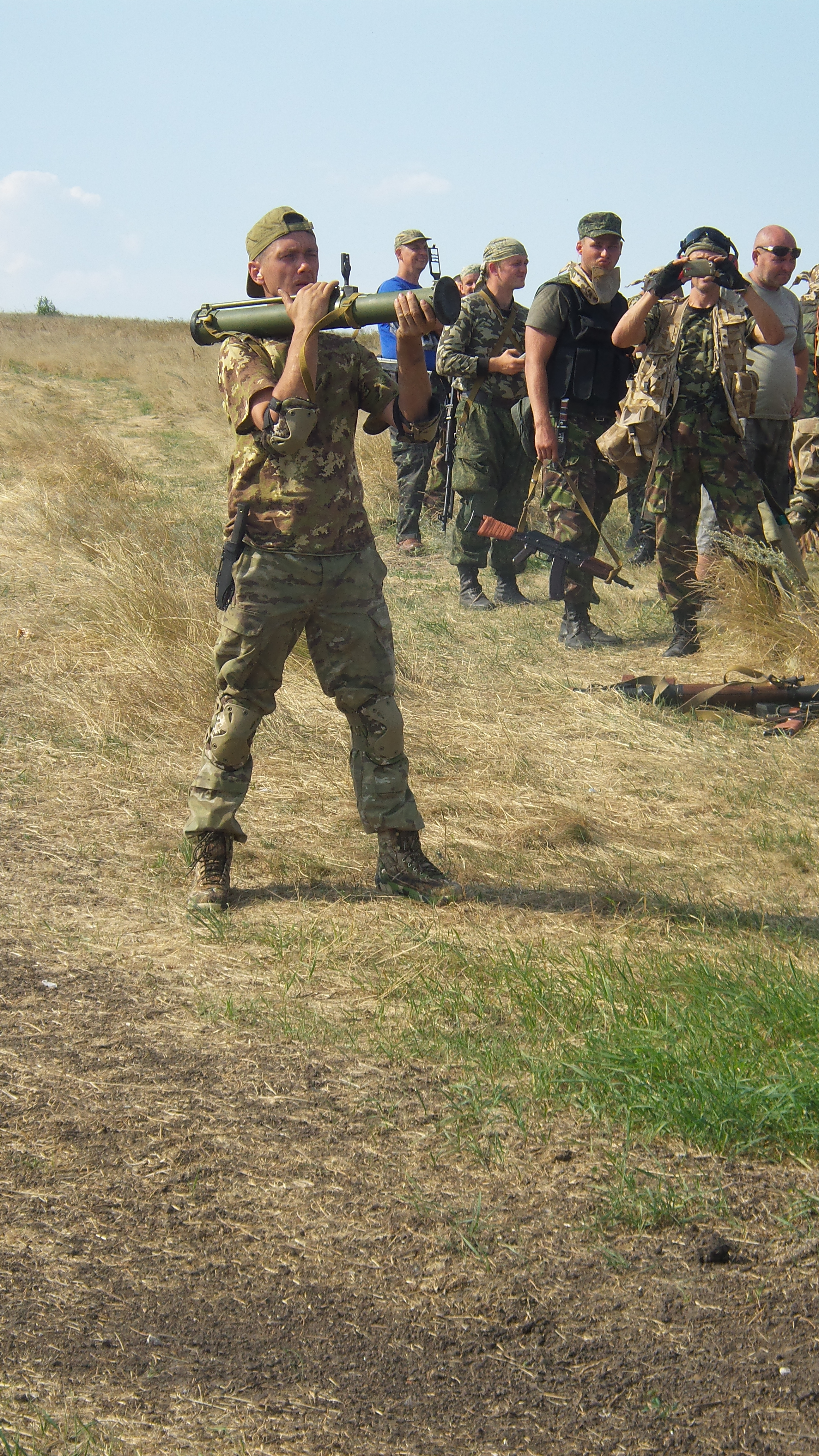
Milicianos do Batalhão Aidar na região de Lugansk, 2 de agosto de 2014

Criado em maio de 2014, o Aidar foi o primeiro Batalhão de Defesa Territorial da Ucrânia — um destacamento militar voluntário subordinado ao Ministério da Defesa.
Nas eleições parlamentares ucranianas de 2014, o ex-comandante do Aidar, Serhiy Melnychuk, tornou-se membro da Conselho Supremo da Ucrânia representando o Partido Radical de Oleh Lyashko; ele ficou em terceiro lugar na lista eleitoral do partido. O comandante da segunda companhia do Aidar, Ihor Lapin, foi deputado pelo partido nacionalista e conservador Frente Popular depois de ganhar uma assento no distrito eleitoral de Lutsk na mesma eleição. Ambos não foram reeleitos nas eleições parlamentares ucranianas de 2019 (Melnychuk não conseguiu um assento em um distrito eleitoral em Novomoskovsk com 0,31% dos votos e Lapin não estava suficientemente alto na lista eleitoral do Solidariedade Europeia para ser eleito).
Em 8 de agosto de 2014 , o ministro da Defesa da Ucrânia, Valeriy Heletey, declarou que o batalhão seria reorganizado, receberia melhor equipamento e veria mais missões de combate. Melnychuk descreveu essa ordem como "criminosa", mas admitiu que a maioria dos soldados do Aidar tinha desmobilizado ou ficado sob controle oficial em 2015.
O batalhão veio à tona depois que várias dezenas de seus membros foram mortos em uma emboscada ao sul de Shchastia após o anúncio do cessar-fogo em 6 de setembro de 2014.
No final de janeiro e início de fevereiro de 2015, o batalhão fez piquetes em vários prédios do governo, que se transformaram em confrontos.
Aidar foi formalmente dissolvido em 2 de março de 2015 "para evitar ações ilegais de alguns representantes de unidades voluntárias" (de acordo com o Estado-Maior Geral das Forças Armadas da Ucrânia). Após uma "cuidadosa seleção de soldados", foi então reorganizado como o 24.º Batalhão de Assalto Separado do Exército Ucraniano. O tenente-coronel Yevhen Ptashnik foi nomeado comandante do batalhão. O 24º. Batalhão de Assalto Separado fez parte da 10.ª Brigada de Assalto de Montanha em janeiro de 2016. Mais tarde passou a integrar a 53.ª Brigada Mecanizada.

## Membros e estrutura
O Batalhão de Aidar consistia de voluntários das regiões de Lviv, Chernigov, Lugansk, Carcóvia, Crimeia, Kiev, Ivano-Frankivsk e Donetsk. Entre eles um membro da legislatura do Oblast de Lugansk, um ex-prefeito de Oleksandrivsk e ativistas de autodefesa dos protestos da Euromaidan em Kyiv. Em junho de 2014, contava com cerca de 400 membros.
O batalhão tinha várias subdivisões:
- Kholodnyi Yar
- Companhia "Ocidente"
- Companhia Afgan
- Companhia Volyn
- Autorota
- Companhia Dourada

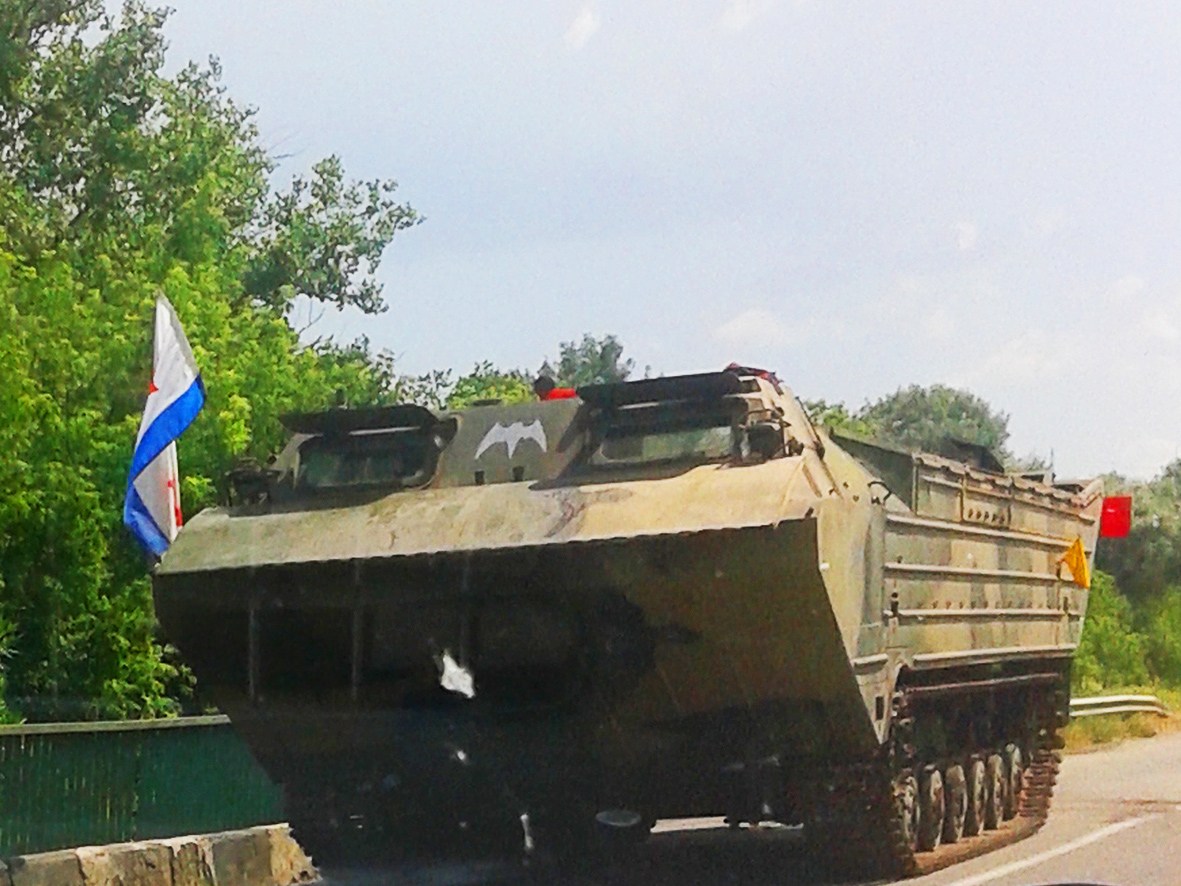
Um anfíbio dos separatistas capturado pelo Batalhão de Aidar

O Batalhão ganhou notoriedade devido às visões de extrema-direita de seus membros. Dois neonazistas suecos do partido Svenskarnas se juntaram ao Aidar em 2013 e 2014 e foram manchetes na mídia sueca e alemã, já que um dos nazistas estava concorrendo a um conselho local nas eleições, e a mesma mídia criticou fortemente os mercenários nazistas e, entre outros coisas, o lema do batalhão inspirado no Terceiro Reich.

## Alegações de violações dos direitos humanos e crimes de guerra
Em julho de 2014, a Rússia iniciou uma investigação criminal do comandante do Aidar, Serhiy Melnychuk, por "organizar o assassinato de civis". Sua piloto voluntária, Nadiya Savchenko, foi capturada por separatistas pró-Rússia perto de Lugansk, transportada para a Rússia e acusada de matar dois jornalistas russos.
Em 8 de setembro de 2014, a Anistia Internacional alegou que o Batalhão havia cometido crimes de guerra, incluindo sequestros, detenção ilegal, maus-tratos, roubo, extorsão e possíveis execuções.
Em 24 de dezembro de 2014, a Anistia Internacional informou que a unidade estava bloqueando a ajuda humanitária da Ucrânia que chegava à população das áreas controladas pelos separatistas. Mais da metade da população nessas áreas depende da ajuda alimentar. De acordo com a Anistia Internacional, os batalhões do Aidar, Donbas e Dnipro-1,dizem estar bloqueando a ajuda porque "acreditam que alimentos e roupas estão acabando nas mãos erradas e podem ser vendidos em vez de serem dados como ajuda humanitária". Denis Krivosheev, diretor interino da Europa e Ásia Central da Anistia Internacional, declarou que "usar a fome dos civis como método de guerra é um crime de guerra".
Em abril de 2015, o governo ucraniano indicou que o governador de Lugansk Hennadiy Moskal declarou que o batalhão de Aidar estava "aterrorizando a região" e pediu ao Ministério da Defesa ucraniano que controlasse seus membros após uma série de roubos, incluindo ambulâncias e uma fábrica de pão.